# Tropopausa
A tropopausa é a camada intermediária entre a troposfera e a estratosfera, situada a uma altura média em torno de 17 km no equador.

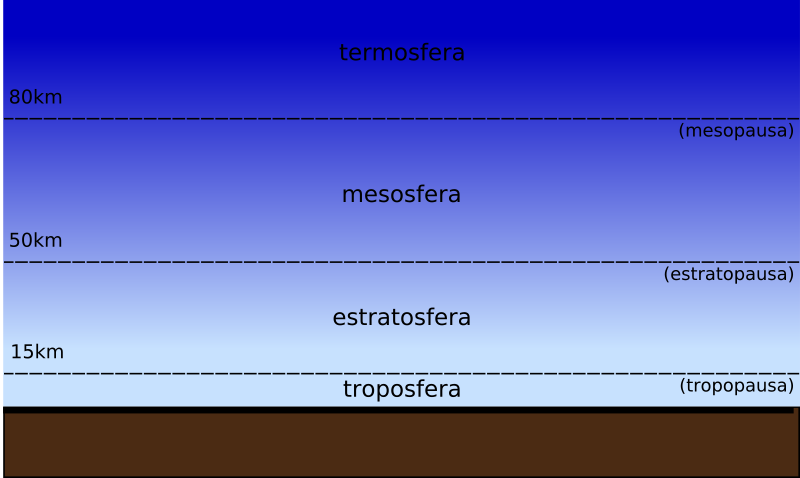
Camadas da atmosfera, simplificadamente.

A distância da Tropopausa em relação ao solo varia conforme as condições de tempo na troposfera, da temperatura do ar,  a 

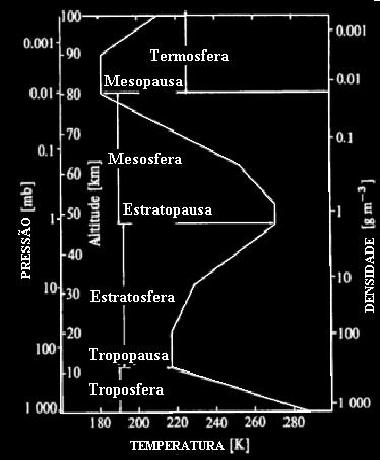
Este gráfico ilustra a distribuição das camadas da atmosfera segundo a Pressão, Temperatura Altitude e Densidade

latitude entre outros fatores. Se existe na troposfera uma agitação climática com muitas correntes de convecção, a tropopausa tende a subir. Isto se deve ao aumento do volume do ar na troposfera, este aumentando, aquela aumentará, por consequência, empurrará a tropopausa para cima. Ao subir a tropopausa esfria, pois o ar acima dela está mais frio.
Na região tropical, a tropopausa tem sua maior altitude em relação ao solo, isto se deve às temperaturas maiores do ar na região. Uma vez que a tropopausa está mais alta, a temperatura dos gases que a compõem tende a cair, portanto é no equador que a tropopausa atinge sua menor temperatura, chegando a oitenta graus Célsius negativos.
De 1980 a 2000, a altura média da tropopausa subiu, devido ao aquecimento global, e a região elevou cerca de duzentos metros a sua altura média em relação ao solo. Isso tem causado preocupação entre os meteorologistas, pois indica claramente que a temperatura global tem aumentado significativamente.